# チェコの民族衣装
チェコの民族衣装とはチェコで祭礼や民族舞踊の際に身に付けられる地域独自の特色を残した衣服である。

## 概要
男性も女性も細やかな刺繍とレースの国と名高いチェコだけに多くの白レースを身に付けることに特徴があり、男性の鍔広の帽子と女性のバルーンスリーブのブラウスが特徴的で華やかなことに定評がある。
衣装のタイプは西部と東部（スロバキアの衣装に近い）に大別される。
ボヘミア・モラビアを中心とする西部の男性は白いシャツ・ベスト・ジャケット・膝丈で細身のズボン・膝丈の靴下・ブーツが基本の構成である。
東部では白いシャツ・ベスト・ジャケット・ゆったりした長ズボン・靴下・ブーツが基本の構成となり、ズボンの前開きはボタンで留めてあり手前に開いて小用ができるようになっている。
これに、鍔広の帽子か東欧風の円い帽子。毛皮の外套などが加わる。
西部・東部を問わず、女性はアンダーシャツ・ペチコート・白いブラウス・ベスト・ブーツかストラップシューズが基本の構成である。
さらに、飾り襟・胸元に垂らす刺繍を施したリボン・エプロン・ベールや帽子やフードやスカーフなど様々な被り物が身に付けられる。

## ボヘミア地方の特色

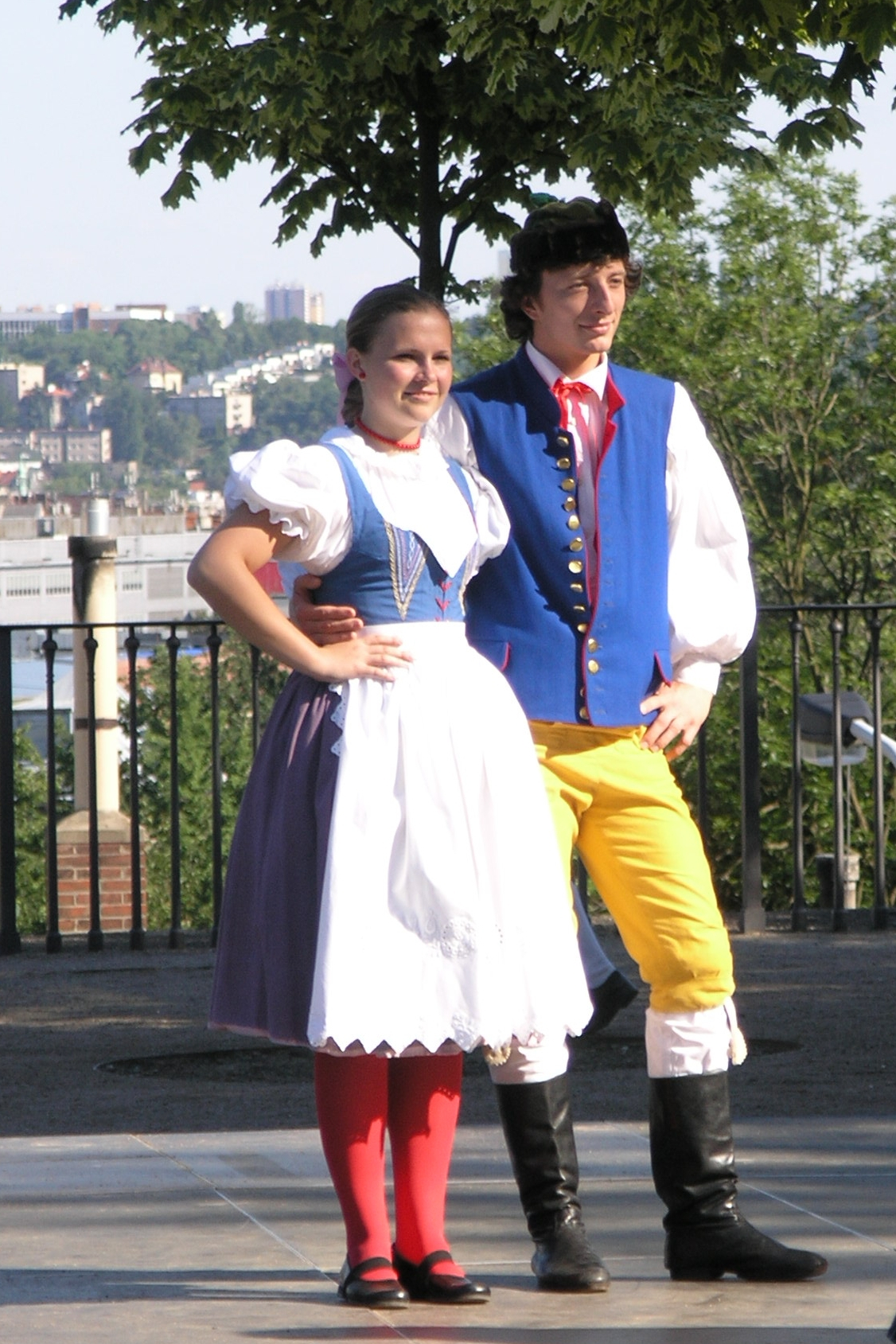
プラハ地方の民族衣装をまとった男女

ボヘミアはプラハを中心に最も早く日常着としての民族衣装が廃れた地域だが、やや都会から離れた一部地域にはその特色が残った。

### 西ボヘミア
チェコでも古いスタイルが残っている。
- 女子は、胸高の脛の半ばまでを覆う長いウールのスカートに、大きな折り返し襟のついたゆったりとした長袖の白い亜麻のブラウスの上から短いベストをつけ、房飾りのついた赤い肩かけと、胸元に無地の赤いリボンを結んでスカーフで髪を覆っている。
- 男子は控えめにレースを襟にあしらったシャツに膝丈のウールのズボンに紺色のベスト、必要に応じて白か青の長い外套を着て、小枝を差した黒い鍔広の帽子を被った。

### 南ボヘミア
ボヘミアの中でも裕福な地方であり都会の流行がよく取り入れられている。
- 女子はベルトの付いた脛の半ばまでを覆う長いウールのスカートに、刺繍をふんだんに施した短いブラウスに短いコルセットタイプのボディス、シュペンスルと呼ばれる丈の短い上着をつける。衣装のうち最も華やかなのは刺繍を凝らした長いエプロンである。
- 男子も、刺繍がふんだんに施されたシャツに、真鍮のボタンが縫いつけられた喉元まで覆う青い長いベストと長めの上着をつけた。

### 中部ボヘミア
早くに日常着としての民族衣装が廃れた上、南部より都会の影響が強く、上の二地域に比べて特に目立った特徴はない。
祭礼服に大きく袖を膨らませたシルクのブラウスやビロードのスカートを用い、コルセットタイプのボディスや帽子に金糸で刺繍をするなど豪勢な見た目が特徴と言える。

## モラビア地方の特色

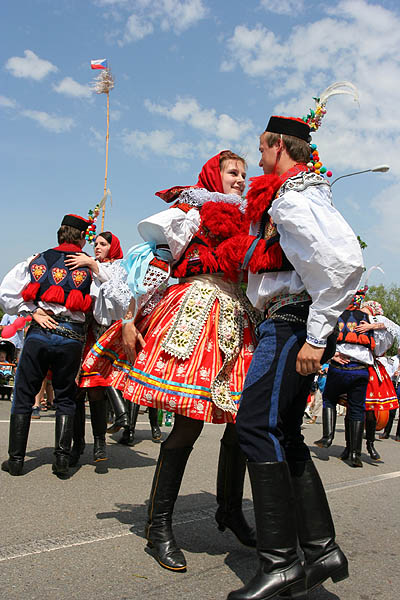
モラビア・スロバキアの民族衣装で伝統のダンスを踊る男女

モラビアには特色ある民族衣装が数多く残され、一つの村だけで年齢や身分や行事によって29ものスタイルを使い分けることさえある。
特に民族衣装が有名で特徴的な衣装を擁する地域は下記のとおり。

### ハナー地方
チェコでも華やかな民族衣装で有名な地域の一つである。
- 女子は袖口をリボンでくくった風船のように膨らんだ袖のブラウスに刺繍を施した絹のベスト、足首丈のたっぷりしたスカートの裾はチェコ独自のアイレット技法（台布に開けた穴をかがるオープンワークの一種で、台布に指が通るほど大きく開けた穴で模様を施すチェコ独自の高度な技法）のレースで飾られている。首を一周するふりるのような円形の飾り襟もレースやオープンワークで飾られており、腰には緻密に花模様を刺繍した裾まで垂れる長いリボンを結び、髪はスカーフで覆う。寒い時期は長袖の黒い上着を着る。
- 男子はかなりたっぷりした袖でカフスと襟周りにリボンを飾った刺繍のあるシャツ、刺繍のある深い緑色の絹のベスト、膝丈のカラシ色かレンガ色の毛皮のズボンに黒いブーツを履く。

### 南モラビア
- 女子のふんわりとしたスカート、大きな折り返し襟、男子の羽飾りのついた黒い帽子が共通する特徴である。中でもポトルジー村は多彩な民族衣装とパステルカラーの優しい色合いで知られる。女子のブラウスは、ハナーよりも袖が大胆に膨らんで豊かにレースが飾られていて、ふんだんに刺繍したぴったりしたベストを着て、襟元にはやはり幅広いリボンが蝶結びにされて膝まで垂れている。スカートはやはり幅広いが膝下丈でペチコートのためにふんわりと広がっていて、その上にアイレットのレースで出来たエプロンを締めているので繊細なパステルカラーのスカートがレースに透けてさらにロマンチックに見える。男性同様に膝丈の黒いブーツを履く。頭には17世紀の貴婦人が好んだフォンタンジュ飾りのようなパステルカラーのリボンを畳んだ飾りを付けている。
- 男子は、たっぷりした袖にふんだんに刺繍を凝らしたシャツ、黒いレースを飾った赤いズボン、絹の編みあげ式ベスト、白い羽を飾った小さな黒い帽子を着用する。